# Crenshaw megye
Crenshaw megye az Amerikai Egyesült Államokban, azon belül Alabama államban található. Megyeszékhelye és legnagyobb városa Luverne. Az Alabama déli és középső részén fekvő Crenshaw megye az állam faiparának központja . Luverne városa számos történelmi házzal büszkélkedhet, és itt rendezik a "World's Largest Peanut Boil" fesztivált. A megyét egy választott négytagú bizottság irányítja, és hat bejegyzett közösséget foglal magában. Lakosainak száma 13 194 fő (2020. április 1.). Crenshaw megye Montgomery, Butler, Lowndes, Pike, Coffee és Covington megyékkel határos.

## Története
Crenshaw megyét 1866. november 24-én alapították Butler , Coffee , Covington , Pike és Lowndes megyék egyes részeinek felhasználásával. A megyét az alabamai Anderson Crenshaw ról nevezték el. A régió terméketlen talaja és a domborzati viszonyok akadályozták a nagyüzemi gazdálkodást, és a telepesek inkább a fakitermelésre helyezték a hangsúlyt. Crenshaw megye gazdasága 1886-ban új lendületet kapott, amikor a Montgomery and Florida Railroad cég elkezdett földet vásárolni, és 1888-ban befejezte a megyén keresztül vezető vasútvonalat. Luverne várost a Patsaliga Creek pataktól keletre hozták létre, és 1890 márciusára közel 1000 lakossal büszkélkedhetett. Glenwood városa , amelyet 1896-ban hoztak létre, miután elkészült a Central of Georgia vasútvonal, hamarosan egy bankot, több fűrésztelepet, számos üzletet, egy iskolát és egy pamut gint tartalmazott.

## Népesség
A 2020-as népszámlálási becslések szerint Crenshaw megye lakossága 13 194 fő volt a következő eloszlás szerint.
| Rassz            | lélekszám | százalék | rangsor az állam 67 megyéje közül |
| ---------------- | --------- | -------- | --------------------------------- |
| Teljes           | 13194 fő  | 0,26     | 58                                |
| Fehér            | 9333 fő   | 70,7     | 30                                |
| Afroamerikai     | 3085 fő   | 23,4     | 32                                |
| Több rasszú      | 429 fő    | 3,3      | 38                                |
| Spanyol          | 187 fő    | 1,4      | 55                                |
| Ázsiai           | 83 fő     | 0,6      | 27                                |
| Őslakos és egyéb | 77 fő     | 0,6      | 29                                |

A megyeszékhelynek, Luverne-nek 2742 lakosa volt.
 A megye további jelentősebb települései közé tartozik Glenwood, Brantley , Rutledge , Petrey és Dozier. 
A háztartások mediánjövedelme 42 611 dollár volt, szemben az állam egészére vonatkozó 52 035 dollárral, az egy főre jutó jövedelem pedig 26 351 dollár volt, szemben az állam egészének 28 934 dollárjával.
A megye népességének változása:
| Lakosok száma | 13 867 | 13 915 | 13 981 | 13 986 | 13 963 | 13 194 |
|               | 2010   | 2011   | 2012   | 2013   | 2015   | 2020   |

## Gazdaság
Crenshaw megye egyenetlen domborzata és terméketlen talaja nem tette lehetővé a nagyüzemi gazdálkodást.így a fakitermelés vált a fő megélhetési forrássá. 1886-ban a Montgomery és Florida Railroad cég elkezdett földet vásárolni Crenshaw megyében, hogy vasútvonalat építsen a Montgomery megyei Sprague Junction és Crenshaw megye között, így a gazdák a termékeiket könnyebben szállíthatták.

## Foglalkoztatás
A 2020-as népszámlálási becslések szerint Crenshaw megyében a munkaerő a következő ipari kategóriák között oszlik meg:
- Oktatási szolgáltatások, valamint egészségügyi és szociális segélyek (20,1 százalék)
- Feldolgozóipar (16,4 százalék)
- Kiskereskedelem (12,4 százalék)
- Szakmai, tudományos, gazdálkodási, valamint adminisztratív és hulladékgazdálkodási szolgáltatások (8,7 százalék)
- Építőipar (7,9 százalék)
- Közigazgatás (6,7 százalék)
- Szállítás és raktározás, valamint közművek (6,5 százalék)
- Mezőgazdaság , erdőgazdálkodás , halászat és vadászat , valamint kitermelő (5,3 százalék)
- Egyéb szolgáltatások, kivéve a közigazgatást (4,3 százalék)
- Művészetek, szórakoztatás, rekreáció, valamint szállás- és étkezési szolgáltatások (4,2 százalék)
- Pénzügy és biztosítás, valamint ingatlan, bérbeadás és lízing (4,0 százalék)
- Nagykereskedelem (2,4 százalék)
- Információ (1,1 százalék)

## Oktatás
Crenshaw megyében négy iskola található.

## Földrajz
Az 1582 négyzetkilométer területű Crenshaw megye az állam déli-középső részén fekszik, teljes egészében a Coastal Plain région fekszik.
A Conecuh folyó a megye déli határa mentén halad, egyik legnagyobb mellékfolyója, a Patsaliga Creek pedig a megye északnyugati részén halad keresztül. A Crenshaw-n keresztül vezető fő szállítási útvonalak az US 29 és US 331, amelyek észak-déli irányban haladnak át a megye központján.

## Események és érdekes helyek
Luverne városa minden ősszel megrendezi a "World's Largest Peanut Boil." fesztivált. A város egy történelmi negyeddel is büszkélkedhet, ahol számos Anna királynő kori stílusú és Craftmen stílusú ház található, köztük az 1904-es FM Douglass House, amely ma Camellia House panzió.